# Raorhynchus polynemi
Raorhynchus polynemi är en hakmaskart som beskrevs av R.C. Tripathi 1959. Raorhynchus polynemi ingår i släktet Raorhynchus och familjen Rhadinorhynchidae. Inga underarter finns listade i Catalogue of Life.